# Serhij Čobotenko
Serhij Andrijovyč Čobotenko (in ucraino Сергій Андрійович Чоботенко?; Zaporižžja, 16 gennaio 1997) è un calciatore ucraino, difensore del Polіssja Žytomyr.

## Carriera

### Club
Ha giocato nella prima divisione ucraina.

### Nazionale
Ha giocato in tutte le nazionali giovanili ucraine comprese tra l'Under-16 e l'Under-20.